# Adam Rogers

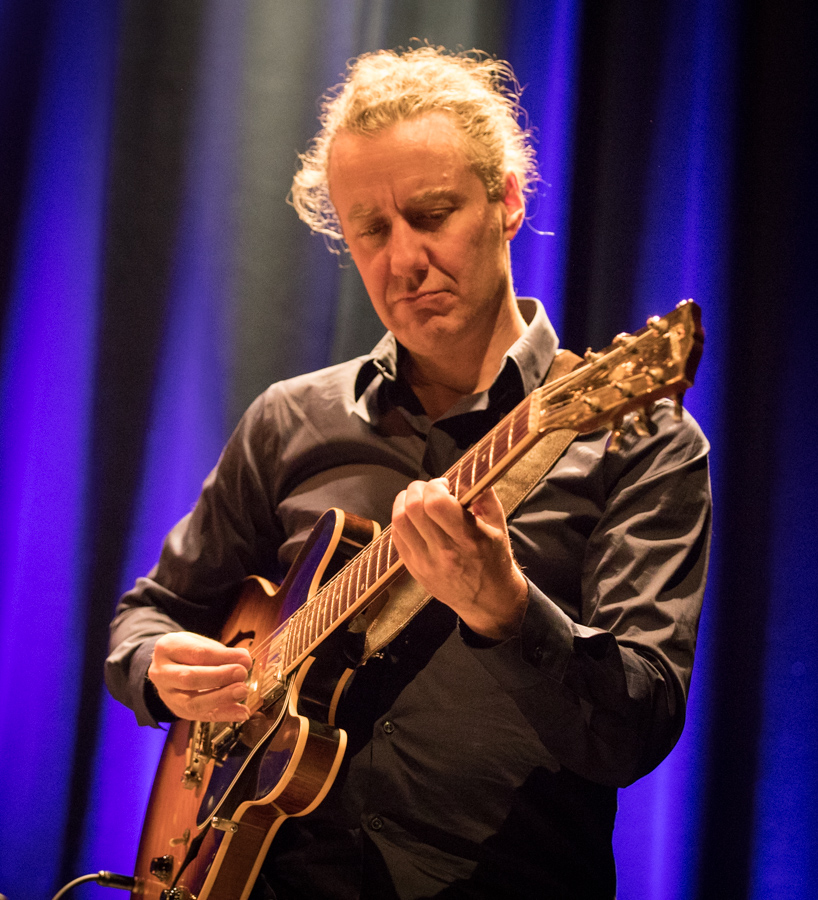
Adam Rogers i Oslo 2017.

Adam Rogers är en amerikansk gitarrist inom post bop, contemporary jazz och klassisk musik. Han är för närvarande medlem i Chris Potter Underground och John Patitucci Trio, och utöver det leder han egna musikgrupper. Han var tidigare medlem i Michael Brecker Group, Mingus Orchestra och Lost Tribe.

## Karriär
Rogers har turnerat och gjort inspelningar med stora musiker och artister inklusive Michael Brecker, Chris Potter, David Binney, Edward Simon, Randy Brecker, John Patitucci, Brian Blade, Bill Stewart, Scott Colley, Clarence Penn, Nate Smith, Craig Tayborn, John Zorn, Regina Carter, Elvis Costello, Norah Jones, Mingus Orchestra, Bill Evans, Matt Garrison, David Krakauer och Ben Perowsky.
Rogers studerade klassisk gitarr vid Mannes College of Music i Manhattan.

## Diskografi
- 2001 - Art of the Invisible
- 2003 - Allegory
- 2005 - Apparitions
- 2007 - Time and the Infinite